# Carl Adolf Cornelius
Carl Adolf Wenzeslaus Cornelius, född den 12 mars 1819 i Würzburg, död den 10 februari 1903 i München, var en tysk kyrkohistoriker.
Cornelius var lärare vid gymnasierna i Emmerich och Koblenz samt vid Lyceum hosianum i Braunsberg (1846–1849), blev 1852 docent i historia i Breslau samt utnämndes till professor 1854 vid Bonns och 1856 vid Münchens universitet. Han var 1848–1849 medlem av nationalförsamlingen i Frankfurt. År 1870 slöt han sig till den gammalkatolska rörelsen. Cornelius främsta arbete är Geschichte des münsterischen Aufruhrs der Wiedertäufer (2 band, 1855–1860). Han behandlade Calvin och hans kyrka i åtskilliga skrifter, bland annat Die Gründung der calvinischen Kirchenverfassung in Genf (1892) och Die ersten Jahre der Kirche Calvins 1541–1546 (1896). År 1899 utgav han Historische Arbeiten, vornehmlich zur Reformationszeit.